# Xfce

Xfce [eks ef si: i:] je preprosto grafično namizno okolje za operacijske sisteme Unix in (sisteme podobne Unixu, kot so npr. Linux, Solaris in BSD. Njegovo podobo se lahko v celoti uredi z miško. Vsakdanji uporabnik ureditvene datoteke sploh ne vidi. XFce so izdelali z namenom večje storilnosti. Zaradi tega nalaga in izvršuje programe hitro, pri tem pa varčuje s sistemskimi viri.
XFce je izdelan s pomočjo orodne opreme GTK+. Uporablja upravljalnik oken XFwm. Nekako je podoben prodajanemu CDE, vendar z vsako novo različico postaja vse manj primerljiv. Dvakrat so ga ponovno napisali, med različicami 2 in 3, ter 3 in 4.